# 二十五三昧会
二十五三昧会（にじゅうござんまいえ）とは、平安時代に結成された念仏結社である。
986年（寛和2年）に比叡山内横川にあった首楞厳院で、25人の僧が結集して結成された念仏結社である。この結社の性格は、極楽往生を希求する念仏結社であり、月の15日ごとに僧衆25名が集結して念仏を誦し、極楽往生を願った。彼等の「発願文」に、善友の契りを結び、臨終の際には相互に扶助して念仏することを記していた。
『日本往生極楽記』の撰者でもある慶滋保胤が起草した「二十五三昧起請」には、
1. 毎月十五日に念仏三昧を修すること。
2. 光明真言を誦して、土砂加持を修すること。
3. 結衆は規律を厳守し、叛いた者は脱退させて、代わりの者を補充する。
4. 別所に阿弥陀如来を奉安した往生院を建立し、病んだ結衆はそこに移す。
5. 病んだ結衆を往生院に移した時は、二人一組となって昼夜の別なく従い、一人が看病、一人が念仏を担当する。
6. 花台廟と名づけた結衆の墓地を定め、春秋2回、集まって念仏会を修する。
7. ひたすら西方極楽浄土を念じ、極楽往生を念ずる。
8. 結衆に欠員が出ても、残った結衆が修善によって、先に往生した結衆との縁を保たなければならない。

という結社の決まりが述べられている。
二十五三昧会の成立には、964年（応和4年）に大学寮の学生らが比叡山の僧らと結集した結社である勧学会の影響が見られる。但し、勧学会の場合は、念仏結社的な性格も有してはいたが、『法華経』を読誦し、作詩も行なうサロン的傾向の強い集団であった。